# Kortstaartvliegenvanger
De kortstaartvliegenvanger (Batis mixta) is een zangvogel uit de familie Platysteiridae (lelvliegenvangers).

## Verspreiding en leefgebied
Deze soort komt voor van zuidoostelijk Kenia tot zuidoostelijk Tanzania en telt twee ondersoorten:
- B. m. mixta: zuidoostelijk Kenia en noordoostelijk Tanzania.
- B. m. reichenow (Reichenows vliegenvanger): zuidoostelijk Tanzania.

## Status
De grootte van de populatie is niet gekwantificeerd maar de soort wordt omschreven als algemeen. Op de Rode lijst van de IUCN heeft deze soort de status niet bedreigd.